# Botanophila varians
Botanophila varians är en tvåvingeart som först beskrevs av Huckett 1965.  Botanophila varians ingår i släktet Botanophila och familjen blomsterflugor. Inga underarter finns listade i Catalogue of Life.